# 鄂罗克人
鄂罗克人 (鄂罗克语: Уилта）是居住在庫頁島东边的一個小族群，其主体今屬俄羅斯聯邦萨哈林州管轄，語言屬于满-通古斯語系南通古斯语族赫哲语支，俄国境内的鄂罗克人使用西里尔字母书写本民族语言。根據2002年的統計，人口為346人。俄羅斯人之為庫頁島那乃人。按照彼得洛娃的观点,“奥罗克”、“奥伦”与“家鹿”一词有关。但鄂罗克族更喜欢称自己为“乌尔塔”，1990年8月他们曾经向俄罗斯联邦会议提出申请, 希望将“乌尔塔”作为自己的族称。俄罗斯境内的大部分鄂罗克族居住在萨哈林州的波罗奈区和诺格利基区。北海道鄂霍次克综合振兴局网走市也有少量分佈（日本曾蔑称该民族为樺太土人）。
他们出现在日本是因曾拨入樺太廳，战后被苏联赶至北海道。

## 人口

俄罗斯远东地区鄂罗克人分布，按所占人口百分比记，2010年统计

据官方统计，鄂罗克族现有人口约179人，但田野调查的结果证明，奥罗克族现有人口约400人。两个数据产生差距的原因在于官方在萨哈林州进行人口普查时，把212 名鄂罗克族误登记为奥罗奇族。1990—1991年学者们在进行实地考察时发现，在萨哈林州并没有奥罗奇族。现有的鄂罗克族中有124人认可自己的母语是鄂罗克语，约20人熟练掌握自己的母语。鄂罗克语单语人只有8人，还有9人能够听懂鄂罗克语，剩下的都是双语人。

## 经济及文化

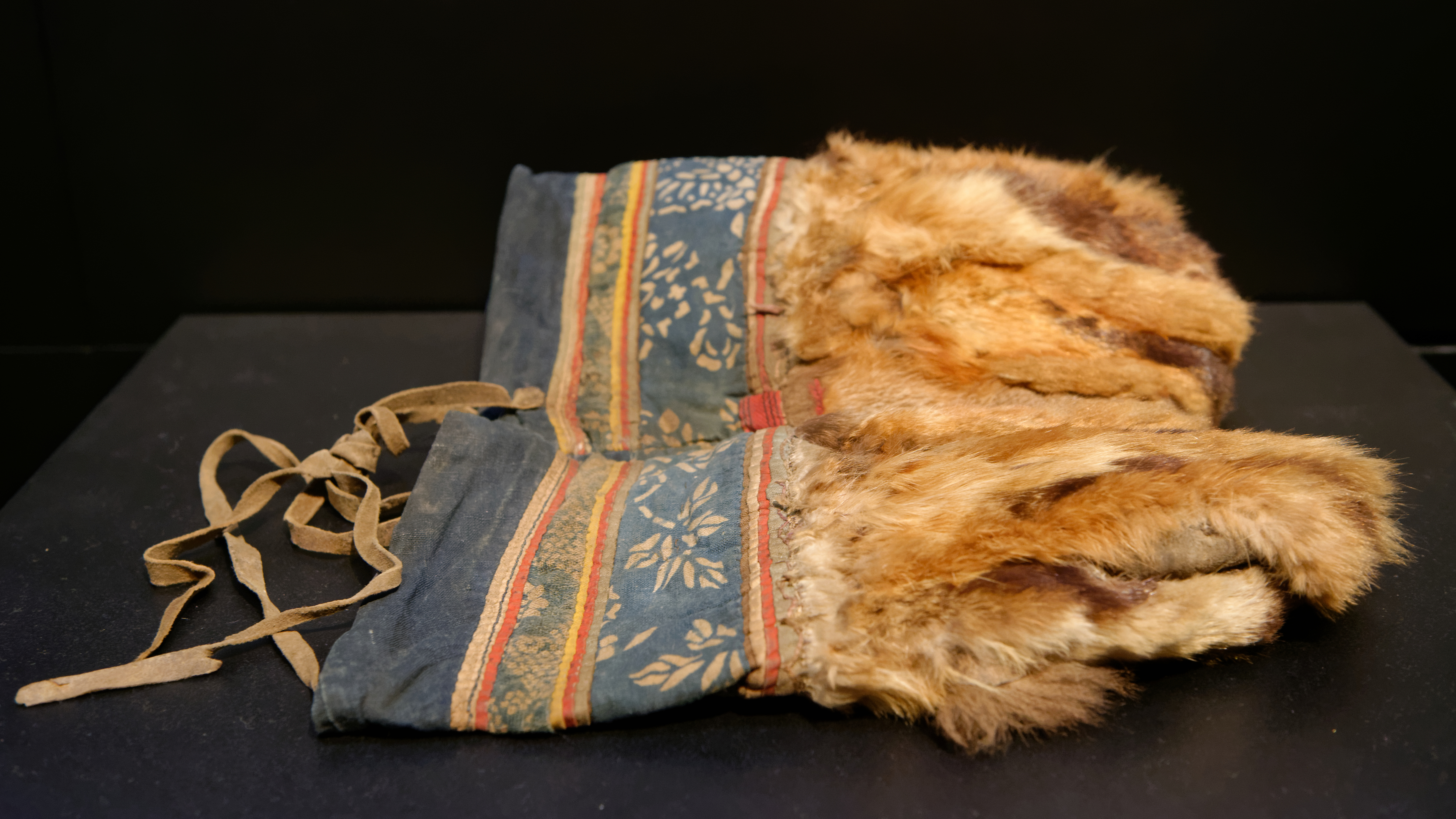
十九世纪鄂罗克人使用的红狐皮制手套

过去，鄂罗克人以放牧驯鹿、渔猎为主。鄂罗克人也可以制造铁器，还将铁器卖与尼夫赫人。库页岛北部的鄂罗克人与尼夫赫人关系密切，互相多有通婚，而南部的鄂罗克人则与阿伊努人仅在贸易上有交流，如阿伊努人将海产品交易给鄂罗克人，鄂罗克人则将桦树皮器皿、翻毛鹿皮靴（torbasa）、手套等制品交易给阿伊努人。
鄂罗克人捕鱼的工具有，网（адули，aduli）、围网（kereku）、竿（umbu）和各种鱼钩等。捕兽时，他们使用弩（denggure）、各种捕兽陷阱（nangu、kapali、puta等），猎鹿或熊时，还使用弓、矛、枪等。

## 外部連結
- «Мир в лицах»: фотограф полгода путешествовал по Сибири, где заснял представителей коренных народов России （页面存档备份，存于）